# Ingrīda Andriņa
Ingrīda Andriņa (n. 23 aprilie 1944, Riga, Reichskomisariatul Ostland – d. 17 septembrie 2015, Riga, Letonia) a fost o actriță sovietică de film și de teatru din Letonia. 

## Biografie
S-a născut la Riga la 23 iunie 1944. A absolvit Școala Gimnazială Riga nr. 2 (în 1963). Andriņa a absolvit Institutul de Stat al Cinematografiei (Gherasimov) din Moscova în 1967 și a început să lucreze la Teatrul Național Leton. Din 1966 a început să apară în filme, a debutat în rolul Norei în scurtmetrajul În zorii zilei (В предрассветной дымке).
Andriņa este probabil cel mai bine amintită la nivel internațional pentru rolul ei ca Agnes von Mönnikhusen în filmul sovietic în limba estonă din 1969, Ultima relicvă (Viimne reliikvia), care a fost regizat de Grigori Kromanov.
În 1972 a jucat în filmul sovietic în cinci părți, Eliberare. De-a lungul carierei sale în cinematografie, Andriņa a jucat în filme în limba letonă, rusă, estonă, azeră și georgiană. Ultima sa apariție a fost în filmul leton Džimlai Rudis rallallā din 2014.
La Teatrul Național Leton, Andriņa a jucat diverse roluri, ca de exemplu rolul Ievina în 1969 în piesa Skroderdienas Silmačos de Rūdolfs Blaumanis, ca Matiola în 1984 în Meteors de Pēteris Pētersons, ca Țipkina în 1986 în Mașina de Nina Pavlova, ca Bert în 1991 în Scene dintr-o căsnicie de Ingmar Bergman, ca adjunct în 2006 în piesa Draudzes bazārs de Adolf Alunan și altele.
Andriņa a decedat pe neașteptate în 2015, la 71 de ani și a fost îngropată în Cimitirul Pădurii din Riga.

## Filmografie
- Viimne reliikvia (1969)
- Eliberare, film  în cinci părți (1972)
- Cina neterminată (Nepabeigtās vakariņas, 1979)
- Trest, kotoryy lopnul, miniserie TV (1984)
- Džimlai rūdi rallallā (2014)